# Lemniscomys hoogstraali
Lemniscomys hoogstraali là một loài động vật có vú trong họ Chuột, bộ Gặm nhấm. Loài này được Dieterlen mô tả năm 1991.